# Michał Skawiński
Michał Artur Skawiński (ur. 25 maja 1980 we Wrocławiu) – polski tancerz, instruktor tańca i tenisa ziemnego. Absolwent AWF we Wrocławiu.

## Życiorys
W 1988, mając osiem lat, rozpoczął treningi tańca towarzyskiego. Zawodowo tańczył z Dominiką Kublik (1995–2000) i Agnieszką Pomorską (2000–2006), z którą w 2006 założył szkołę tańca „Star Dance” we Wrocławiu. Reprezentuje najwyższą międzynarodową klasę taneczną „S”. Był trenerem tańca w programie rozrywkowym TVN Taniec z gwiazdami, w którym partnerował: Agnieszce Włodarczyk (2005), Patrycji Markowskiej (2005) i Sandrze Lewandowskiej (2007). był także partnerem tanecznym Aleksandry Kwaśniewskiej w okolicznościowych wydaniach programu: Finał finałów Tańca z gwiazdami (2006) i Najpiękniejsze tańce (2007) oraz podczas rewii Taniec z Gwiazdami w twoim mieście (2006). W 2008 był uczestnikiem reality show TV4 Big Brother – VIP.

## Życie prywatne
25 maja 2019 poślubił Lucynę Moderską.

## Sukcesy w tańcu[7]
1994
- Mistrzostwo Polski Młodzików (Wrocław)

1995
- IV miejsce w finale Copenhagen Open (Dania)
- Mistrzostwo Francji Juniorów – French Open (Paryż)
- Wicemistrzostwo Niemiec – Otwarte Mistrzostwa Niemiec (Mannheim)
- Mistrzostwo Rosji – Spartak Cup (Moskwa)

1996
- Mistrzostwo Polski Juniorów (Zielona Góra)
- I miejsce w turnieju Milano Open (Mediolan)
- X miejsce w turnieju International Londyn (Anglia)
- III miejsce w turnieju Austria Open
- II miejsce w festiwalu La Dance (Arezzo)

1997
- II wicemistrzostwo Polski Juniorów w 10 tańcach (Warszawa)

1998
- Mistrzostwo Okręgu Dolnośląskiego
- Mistrzostwo Polski w stylu standardowym i latynoamerykańskim
- XI miejsce w Mistrzostwach Świata w stylu latynoamerykańskim (Rosja)
- X miejsce w Mistrzostwach Świata w 10 tańcach (Salzburg)
- Wicemistrzostwo Polski Młodzieży (Lublin)

1999
- III miejsce w turnieju Copenhagen Open w stylu latynoamerykańskim (Dania)

2000
- V miejsce na Mistrzostwach Polski Amatorów w 10 tańcach (Szczecin)
- IV miejsce na Akademickich Mistrzostwach Polski (Wrocław)